# 英雄之廣東十虎
英雄之廣東十虎（英文：Ten Tigers Of Guangdong），1999年香港亞洲電視製作的清裝武俠電視劇，全劇40集。

## 故事簡介
清朝末年，朝廷腐敗無能，西方列強爭相對中華大地鯨吞蠶食。在深重的民族危機下，廣東一帶湧現出十位身懷絕技的英雄豪傑，合稱「廣東十虎」。他們保家園，除惡霸，粉碎侵略者圖謀，力圖輓救這個瀕臨衰亡的國家……

## 收視率
1999年亞視氣勢如虹，「縱橫四海」及「肥貓正傳II」都收視理想，亞視為了乘勝追擊，於該年五月三日推出兩大強劇「英雄之廣東十虎」及「花木蘭」，「英」劇初期收視率不及「花」劇，後期「英」劇收視率慢慢爬升至與「花」劇齊頭，兩劇都是十點。

## 演員表

### 廣東十虎
| 演員                    | 角色              | 簡介 |
| 高 雄                   | 黃麒英            | 擅長無影腳 (但歷史上黃麒英擅長洪拳，無影腳是其子黃飛鴻獲宋輝鏜所授) 寶芝林老板，陸阿采徒弟 為人仗義豪爽 |
| 黃仲崑 （配音：陳旭明） | 梁 坤 外號鐵橋三  | 陸阿采徒弟 個性正直 於第40集誤中馬艇圈套而死                                                            |
| 歐錦棠                  | 黃澄可            | 擅長九龍拳 麻東村村民 為人憨厚老實 與冬至、小魚有複雜的感情糾葛                                         |
| 林志豪 （配音：陳廷軒） | 蘇 燦 外號蘇乞兒  | 擅長醉拳 廣東闊少，蘇保之子 父母雙亡後淪為乞丐 暗戀賣粥女筱言                                           |
| 吳廷燁                  | 周泰              | 擅長軟綿掌 赤干村武癡 為人略顯性急 一心振興周家拳                                                       |
| 袁文傑                  | 黎仁超            | 擅長七星拳 原是榮壽標部下，陸阿采死後，與衆人共同作戰                                                   |
| 姜皓文                  | 譚濟筠 原名譚石窩 | 擅長鶴陽拳 麻東村村長之子，黃澄可好友 曾拜梁贊為師                                                      |
| 文嘉永                  | 陳鐵志 外號鐵指陳 | 擅長鷹爪 曾是榮壽標部下，榮死後成為衆虎之一                                                             |
| 劉序浩 （配音：盧傑群） | 蘇黑虎            | 擅長鐵沙掌 個性沉默寡言 因喪妹投靠榮壽標，得黃麒英相救後改邪歸正                                        |
| 陳寶轅                  | 王隱林            | 擅長俠家拳 曾是潛伏于榮壽標身邊的維新人士，後與衆虎共同作戰                                             |

### 其他人物
| 演員   | 角色     | 簡介 |
| 徐二牛 | 陸阿采   | 武術大師，黃麒英、鐵橋三師傅 遭榮壽標暗算而亡                                                                                  |
| 陳 煒  | 冬 至    | 麻東村孤女，實際為一風塵女子之女，被黃澄可收留 暗戀澄可，但情路非常坎坷                                                        |
| 黃璦瑤 | 小 魚    | 孤女 幼年被三點會抓來充當幫主陪葬品，澄可捨命相救後終脫離三點會，為成全澄可與冬至遠走法蘭西                                    |
| 姚嘉妮 | 杜筱言   | 賣粥女 蘇燦暗戀對象，愛讀書，對維新派人士譚嗣同心存好感                                                                        |
| 文頌嫻 | 蘇秋霜   | 蘇保之女，蘇燦之妹 摩登女郎，曾被黎仁超利用                                                                                    |
| 陳靖允 | 黃師母   | 黃麒英妻子，黃飛鴻之母 |
| 羅麗莎 | 何四鳳   | 賣藥女，鐵橋三妻子 |
| 王 薇  | 向海雪   | 酒店老板娘 暗戀鐵橋三十餘年無果                                                                                                |
| 陳潔儀 | 譚月容   | 譚石窩之妹，周泰妻子 |
| 梁文清 | 蘇黑妹   | 蘇黑虎之妹 患病而死 |
| 吳浣儀 | 澄可母   | 黃澄可母親 與兒子相依為命，在澄可陪伴下去世                                                                                    |
| 趙 箭  | 閻 王    | 朝廷派來的高手，武功非常高強，在與陸阿采的決鬥中戰死                                                                           |
| 甘 山  | 蘇 保    | 蘇燦、蘇秋霜之父 廣州大財主，長期與蘇燦不和 被前來報復的于天錦殺害                                                             |
| 謝雪心 | 蘇夫人   | 蘇保之妻 與蘇保一同被于天錦殺害                                                                                                |
| 馬宗德 | 榮壽標   | 廣東豪強 心狠手辣，城府深厚 勾結日本人 被黃澄可擊斃                                                                            |
| 杜汶澤 | 馬 艇    | 黃澄可、譚石窩兒時玩伴 因背叛離開麻東村，多次助紂為虐 結局墜下懸崖                                                             |
| 煒烈   | 天錦     | 廣州巡撫 與蘇燦交惡 為報復殺死蘇保夫婦，被蘇燦擊殺                                                                             |
| 羅烈   | 顔 崑    | 三點會幫主 為人兇殘迷信 後因病而死                                                                                             |
| 冼灝英 | 印永釗   | 顔崑部下 |
| 于榮光 | 葉 非    | 江湖浪子 用“勾魂令”引起黃麒英注意，意圖破解“無影腳”，卻誤中蛇毒，黃澄可為救他而斬去其手臂，卻被他誤會 與黃澄可的復仇決鬥中殞命 |
| 劉錫賢 | 西條大佐 | 日本野心家 意圖吞並廣東 被黃澄可等合力擊斃                                                                                     |
| 關 鍵  | 窩 父    | 譚石窩父親，麻東村村長 |
| 馮 真  | 大聲婆   | 筱言之母 賣粥維生 |
| 盧晉禮 | 黃飛鴻   | 黃麒英之子 後來的一代武術宗師                                                                                                  |
| 黃樹棠 | 劉永福   | 廣東名將 |
| 林祖輝 | 譚嗣同   | 維新派人士，“戊戌六君子”之一 “戊戌變法”失敗後被處斬                                                                            |
| 楊嘉諾 | 楊深秀   | 維新派人士，“戊戌六君子”之一 “戊戌變法”失敗後被處斬                                                                            |
| 龍貫天 | 林旭     | 維新派人士，“戊戌六君子”之一 “戊戌變法”失敗後被處斬                                                                            |
| 諸肇祺 | 劉光第   | 維新派人士，“戊戌六君子”之一 “戊戌變法”失敗後被處斬                                                                            |
| 鄺銘業 | 楊銳     | 維新派人士，“戊戌六君子”之一 “戊戌變法”失敗後被處斬                                                                            |
| 劉正君 | 康廣仁   | 維新派人士，“戊戌六君子”之一 “戊戌變法”失敗後被處斬                                                                            |
| 元彬   | 大刀王五 | 著名俠客 |
| 嘉 俊  | 良 材    | 蘇家家丁 |
| 萬斯敏 | 良材妻   | 良材妻子，被天錦污辱 |
| 陳家駒 | 沙 煲    | 麻東村村民 |
| 韓汶浩 | 肥仔文   | 麻東村村民 |
| 王喜平 | 高 佬    | 麻東村村民 |
| 羅樹琪 | 鍾為富   | 廣州財主 |
| 王均康 | 六 休    | 西條部下 |
| 姚文基 | 伊賀勢   | 西條部下 |
| 蘇 昶  | 犬三郎   | 西條部下 |
| 曾贊安 | 金師爺   | |
| 李達超 | 野 狼    | |
| 馬玉明 | 阿 風    | |
| 姜永誠 | 密 探    | |
| 凌禮文 | 廣州商家 | |